# Jacques Rose (football)
Pour les articles homonymes, voir Jacques Rose et Rose.
Jacques Rose, dit Jacky Rose, est un footballeur français né le 10 avril 1947 à Hem. Gardien de but connu pour son style spectaculaire, il effectue sa carrière de footballeur principalement au Stade lavallois, dirigé par Michel Le Milinaire, et participera à la montée du club en D1.

## Biographie

### Formation et débuts
Jacky Rose commence le football au FC Hem, le club de sa ville natale. En cadets, il endosse la tunique du l'Iris Club de Croix, où il joue plusieurs tournois internationaux contre des équipes comme le Torino ou le FC Barcelone. Déjà, il se fait remarquer par son style spectaculaire et est comparé à René Vignal, gardien de l'équipe de France.

### Carrière de footballeur
Repéré par Louis Dugauguez, il commence sa carrière à Sedan dans l'équipe réserve pendant son service militaire (XIIè chasseurs de Sedan). Il accède en équipe première de RC Paris-Sedan lors de la saison 1967-68, en remplacement de Pierre Tordo. Il joue avec Roger Lemerre, José Broissart, et le tout jeune Mustapha Dahleb. À l'âge de 25 ans, il reprit cependant son premier métier de chef magasinier dans une quincaillerie. Il céda cependant devant l'insistance de ses frères qui jugeaient sa décision ridicule compte tenu de sa valeur de footballeur.
Il arrive à Laval en 1971, pour remplacer André Castel, recruté par Saint-Étienne. Il y joue pendant dix ans (cinq ans en D2, cinq ans en D1). À Laval en D2, en parallèle de son activité de footballeur, il travaille comme tapissier-décorateur. Il accède à la première division, où il joue trois saisons comme titulaire. Devenu le suppléant de Jean-Pierre Tempet, il refuse le contrat professionnel qui lui est proposé en 1981 et quitte le club.

### Reconversion
Il termine sa carrière au club de Béziers, puis revient à Laval, où il est co-gérant d'un bowling dans les années 90 avec les anciens Tango Uwe Krause, Jean-Paul Rabier et Patrick Delamontagne. Il conseille à la même époque les jeunes joueurs du Stade lavallois.
Il est aujourd'hui retiré à Binic, dans les Côtes-d'Armor.
Son fils Guillaume Rose, né en 1978 à Laval, est gardien de but puis entraîneur des gardiens de l'US Changé.